# Víctor Espárrago
Víctor Rodolfo Espárrago Videla (Montevideo, 1944. október 6. –) uruguayi válogatott labdarúgó, edző.

## Pályafutása

### A válogatottban
1965 és 1974 között 40 alkalommal szerepelt az uruguayi válogatottban és 1 gólt szerzett. Részt vett az 1966-os, az 1970-es és az 1974-es világbajnokságon.

## Sikerei, díjai

### Játékosként
Nacional
- Uruguayi bajnok (6): 1966, 1969, 1970, 1971, 1972, 1980
- Copa Libertadores (2): 1971, 1980
- Interkontinentális kupagyőztes (2): 1971, 1980
- Copa Interamericana (1): 1971

### Edzőként
Nacional
- Uruguayi bajnok (1): 1983

Cádiz
- Spanyol másodosztály (1): 2004–05